# Jan Tabak
Jan Tabak was eeuwenlang de naam voor een horecagelegenheid die ook 'Sandbergen' genoemd werd. Ze stond net buiten de Nederlandse vestingstad Naarden. De naam is afkomstig van de eerste eigenaar, Jan Toeback (1640-1701), ook wel Jan Toebacxsman, geboren als Jan Jacobszoon. Deze exploiteerde oorspronkelijk een drankwinkel in Bussum. Het is niet bekend waarom hij de naam Tabak kreeg.
Het logement bevond zich sinds 1687 bij de Utrechtse Poort van Naarden, aan de route naar Hamburg. In 1813, bij het  beleg van Naarden, ging het in vlammen op. In 1826 verrees een boerderij annex herberg op buitenplaats Zandbergen aan de Amersfoortsestraatweg die ook Jan Tabak werd genoemd. Dit gebouw werd in 1981 afgebroken voor de bouw van een Golden Tulip hotel, sinds 2002 hotel 'Bussum Jan Tabak' van de Spaanse NH Hotel Group.

## Spreekwoord
De naam Jan Tabak komt voor in het spreekwoord: "Hij behoort tot de familie van Jan Tabak".  (Hij vertoeft gaarne lang, onder het bedaard rooken van zijn pijpje: telkens zal hij nog eens twaalf blaadjes stoppen.)